# 伊犁哈萨克自治州文物保护单位

伊犁哈萨克自治州的地理位置

伊犁哈薩克自治州文物保護單位，是中华人民共和国新疆維吾爾自治區伊犁哈薩克自治州的自治州級（類近於市級）文物保護單位。伊犁哈薩克自治州人民政府在2010年6月11日把16個不可移動文物列為第一批伊犁哈薩克自治州文物保護單位，並在2016年計劃把63座文物列為第二批伊犁哈薩克自治州文物保護單位。

## 歷史
2010年6月11日，伊犁哈萨克自治州人民政府經過第17次常务工作会议後，決定把16個不可移动文物列為第一批伊犁哈萨克自治州文物保护单位；政府办公厅為此發表公告上，並呼籲其轄下各地区的有關部門依據《中华人民共和国文物保护法》、《中华人民共和国文物保护法实施条例》、《新疆维吾尔自治区实施〈文物保护法〉办法》等法律，把文物保护工作做好。
2016年，為了落實中共中央总书记习近平和中华人民共和国国务院总理李克强關於文物保护工作的指示，伊犁州文物局計劃把63座文物列為第二批伊犁哈萨克自治州文物保护单位，並把擬定的名单公示於社会。

## 列表

### 第一批

#### 古遗址
- 霍城县：
  - 三宫古城遗址：位於三宫乡下三宫村三宫水库东侧，时代為元朝，可能是中亚古城阿力麻里的附庸城邑[3][4]。
  - 磨河古城遗址：位於三道河乡塔蘭奇村，时代為唐朝至元朝，可能是阿力麻里的附庸城邑[3][4]。
- 察布查尔锡伯自治县：
  - 纳旦木卡伦遗址：位於該自治县中国人民解放军駐军的67团7连，时代為清朝，是一座卡倫（清朝軍事哨所）遗址[3][5]。
  - 头湖卡伦遗址：位於該自治县中国人民解放军駐军67团头湖边防连西的一公里外，时代為清朝，是一座卡倫遗址[3][5]。
- 额敏县：
  - 叶密里故址：位於额敏县东南7.5公里外，时代為辽朝，是一座古城遺址[3][6]。

#### 古建筑
- 沙湾县：
  - 灵泉寺：位於博尔通乡，时代為清朝，是一座供奉如來、觀世音菩薩和老子的寺廟[3][7]。

#### 古墓葬
- 伊宁市：
  - 墩买里麻扎：位於新华西路，时代為清朝，是宗教人士努尔斯依提的麻扎（陵墓）[3][8]。

禹忠海墓亦曾是伊犁哈萨克自治州文物保护单位的古墓葬之一，後在2014年列入新疆维吾尔自治区文物保护单位。

#### 岩画
- 阿勒泰市：
  - 敦德布拉克洞穴岩画：位於汗德尕特乡东北的6.5公里外，时代為旧石器时期晚期，是反映人们生活情況的岩绘[3][10]。
  - 谢天尔德洞穴岩画群：位於切木尔切克乡西北的31公里外，时代為早期青铜时代[3]。

#### 近现代重要史迹及代表性建筑
- 尼勒克县：
  - 屈勒图木坎布喇嘛塔：位於科蒙乡墩买里村，时代為1920年[3]。
- 伊宁市：
  - 吐达洪巴依旧居：位於伊犁街3号，时代為1931年，是一座由塔塔尔族人参与建造、融入多地建筑风格的民居[3][11]。
  - 塔西买买提巴依旧居：位於胜利街三巷8号，时代為1932年，是一座具有特色的庭院式建筑[3][12]。
  - 中苏民航飞行员培训教导总队旧址：位於伊宁机场内，时代為1936年，是蘇聯人員為中國共產黨培訓飛行人員的地點[3][13]。
  - 俄（苏）驻伊领事馆旧址：位於迎宾路伊犁宾馆内，时代為1881年[3]。
  - 阿合买提江新华西路旧居：位於新华西路州党校内，时代為1948年，是阿合買提江·哈斯木的蘇聯式建筑风格旧居[14]。

### 拟定的第二批

#### 古遗址
- 霍城县：
  - 长远洞营盘遗址：位於水定镇柳树巷子村，时代為清朝[15]。
  - 广仁城遗址：位於芦草沟镇墩买里村，时代為清朝，是一座建於乾隆四十五年的城池[15][16]。
  - 绥定城遗址：位於水定镇柳树巷子村，时代為清朝，是霍城县城的前身[15][16]。
  - 塔勒奇城遗址：位於兰干乡新荣村，时代為清朝，是一座建於乾隆二十六年的城池[15][16]。
  - 瞻德城遗址：位於水定镇，是一座建於乾隆四十五年的城池[15][16]。
- 尼勒克县：
  - 喀拉吐木斯台石构建筑遗址：位於克令乡群吉村喀拉吐木斯台牧业点，时代未知[15]。
- 昭苏县：
  - 布尔托里哈城堡：位於喀拉苏乡克西克萨尔阔布村布尔托里哈牧业点，时代未知[15]。
  - 苏吾古城遗址：位於胡松圖哈爾遜蒙古族鄉喀拉克米尔村，时代未知[15]。
- 察布查爾錫伯自治縣：
  - 乌珠牛录城遗址：位於爱新舍里镇乌珠牛录村，时代為清朝[15]。
  - 扎库齐牛录城遗址：位於扎库齐牛录乡扎库齐牛录村，时代為清朝[15]。
- 特克斯县：
  - 苏阿苏沟寺庙遗址：位於齐勒乌泽克乡苏阿苏村，时代為清朝[15]。
- 位於多個行政单位：
  - 清代皇渠遗址：位於伊宁县、伊宁市、霍城县，时代為清朝，是新疆史上最大的水利设施[15][17]。

#### 古建筑
- 察布查爾錫伯自治縣：
  - 纳达齐牛录村民居：位於纳达齐牛录乡纳达齐牛录村，時代為清朝[15]。
  - 孙扎齐牛录村民居：位於孙扎齐牛录乡孙扎齐牛录村，時代為清朝[15]。

#### 古墓葬
- 伊宁县：
  - 克孜布拉克4号墓群：位於阿乌利亚乡克孜勒布拉克村，時代為汉朝[15]。
  - 托乎拉苏1号墓群：位於喀拉亚尕奇乡潘津布拉克村，時代為东周至晉朝[15]。
  - 沙热托别古墓群：位於阿乌利亚乡托逊村，時代為东周至晉朝[15]。
  - 艾希热普北墓群：位於萨木于孜乡艾希热普村，時代為东周至汉朝[15]。
- 尼勒克县：
  - 巩乃斯种羊场北墓地：位於木斯乡兴富村，時代為西汉[15]。
  - 柴卡依吨巴斯墓群：位於木斯乡牧业村，時代為戰國時期至元朝[15]。
  - 木斯沟南1号墓群：位於木斯乡木斯村，時代為汉朝至晉朝[15]。
  - 托格沙拜巴斯套墓群：位於木斯乡洪尔阿德尔村，時代為戰國時期至元朝[15]。
  - 也特森布格沟口西墓群：位於胡吉尔台乡阿克塔斯村牧区草场中，時代為东周至元朝[15]。
  - 喀拉苏墓群：位於喀拉苏乡乔拉布拉克村南，時代為戰國時期[15]。
  - 乌赞村墓群：位於乌赞乡乌赞村，時代為东周至晉朝[15]。
  - 什布克其1号墓群：位於乌赞乡什布克其村，時代為东周至晉朝[15]。
  - 特铁达坂墓群：位於喀拉托别乡喀尔沃依村，時代為戰國時期至元朝[15]。
  - 特铁克孜勒塔斯墓群：位於喀拉托别乡喀尔沃依村，時代未知[15]。
- 新源县：
  - 塔勒德镇库勒赛依沟口墓群：位於塔勒德镇依尔肯德村，時代為东周至汉朝[15]。
  - 则克台镇铁木里克叶克阿夏沟口墓群：位於则克台镇阿西勒村，時代為东周至汉朝[15]。
  - 则克台镇铁木里克阿克赛沟口墓群：位於则克台镇铁木里克村，時代為东周至汉朝[15]。
  - 则克台镇萨哈以北1号墓群：位於则克台镇则克台村，時代為东周至汉朝[15]。
  - 铁木里克以西3.5公里处2号墓群：位於则克台镇阿西勒村，時代為东周至汉朝[15]。
  - 阿西勒3号墓群：位於则克台镇阿西勒村，時代為东周至晉朝[15]。
- 特克斯县：
  - 哈拉西沟3号墓群：位於喀拉达拉乡喀甫沙朗村，時代為东周至汉朝[15]。
  - 库热墓群：位於呼吉尔特蒙古族乡库热村，時代為东周至汉朝[15]。
  - 康盖墓群：位於齐勒乌泽克乡巴喀勒克村，時代為东周至汉朝[15]。
  - 库科苏山口2号墓群：位於乔拉克铁热克乡阿特恰比斯村，時代為东周至汉朝[15]。
  - 库克铁列克墓群及石人：位於阔克铁热克柯尔克孜族乡阔克铁热克村，時代為东周至汉朝[15]。
- 昭苏县：
  - 玉尔台沟口墓群：時代為戰國時期至元朝[15]。
  - 索塔能开斯克墓群：時代為戰國時期至元朝[15]。
  - 库尔尕克开斯克北墓群：時代為东周至晉朝[15]。
  - 别克能萨依墓群：位於洪纳海乡乌鲁昆盖村，時代為东周至晉朝[15]。
- 巩留县：
  - 塔斯托别墓群：位於塔斯托别乡塔斯托别村，時代未知[15]。
  - 库勒萨依古墓群：位於提克阿热克乡萨尔布群村，時代為东周至晉朝[15]。
  - 齐那尔墓群：位於提克阿热克乡萨尔布群村，時代為东周至汉朝[15]。
  - 伊力给代墓群：位於塔斯托别乡伊勒格代村，時代為戰國時期至元朝[15]。
  - 京伊什克布拉克墓群：位於阿尕尔森乡塔依吐罕村，時代為东周至晉朝[15]。
- 察布查尔锡伯自治县：
  - 喀尔莽阿墓：位於爱新舍里镇依拉齐牛录村北，時代為清朝光绪九年[15]。
  - 萨凌阿墓：位於察布查尔镇宁古齐村，時代為清朝[15]。
  - 索墩布拉克1号墓群、索墩布拉克2号墓群、索墩布拉克3号墓群和索墩布拉克4号墓群：位於琼博拉乡索墩布拉格村，時代為春秋时期至西汉[15]。

#### 石窟寺及岩刻
- 昭苏县：
  - 格登沟岩画：位於夏塔柯尔克孜族乡阔斯托别村，時代未知[15]。
- 巩留县：
  - 布库尔萨依岩画：位於提克阿热克乡萨尔布群村，時代未知[15]。
  - 喀拉沟石刻：位於提克阿热克乡萨尔布群村，時代為戰國時期至元朝[15]。
- 特克斯县：
  - 库克苏河水电站岩画：位於特克斯镇霍斯库勒村，時代為東周至漢朝[15]。
- 青河县：
  - 乔夏岩画：位於阿热勒乡乔夏村，時代未知[15]。
- 福海县：
  - 托让格岩画：位於喀拉玛盖乡喀拉苏村，時代未知[15]。
- 哈巴河县：
  - 唐巴勒塔斯萨依岩画：位於萨尔布拉克乡加朗阿什村，時代未知，是一幅內容主要是生殖图案的岩画[18]。

#### 近现代重要史迹及代表性建筑
- 察布查尔县：
  - 爱新舍里镇民国建筑：位於爱新舍里镇依拉齐牛录村，時代為民國時期[15]。